# Karl Friedrich Harttmann

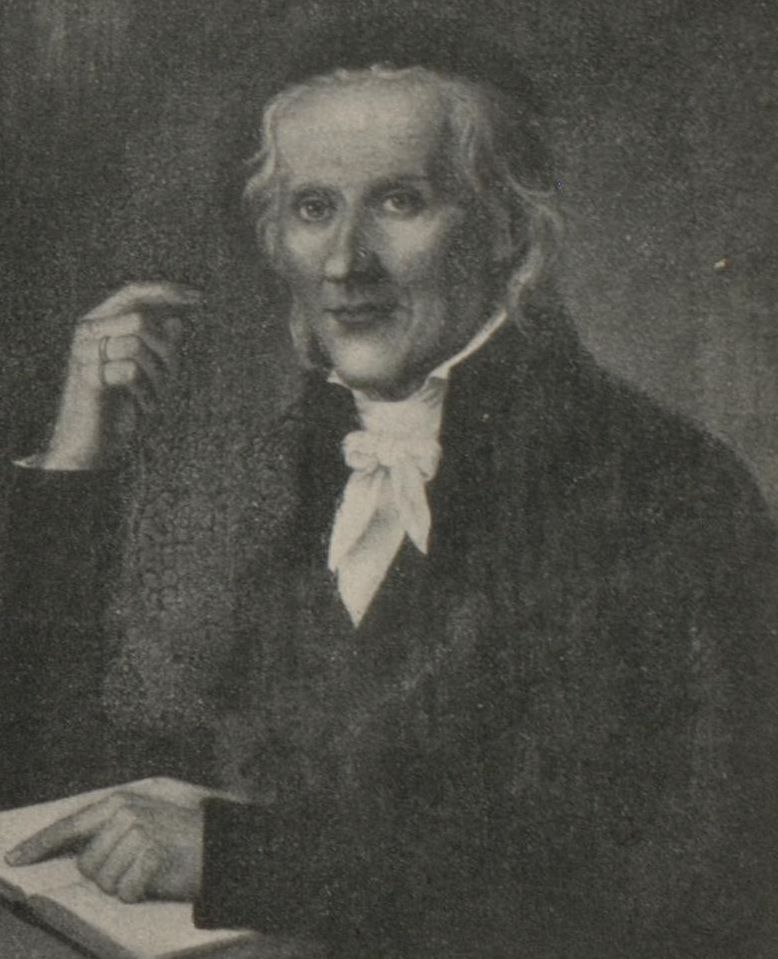
Porträt von Karl Friedrich Harttmann

Karl Friedrich Harttmann (* 4. Januar 1743 in Adelberg; † 31. August 1815 in Tübingen) war ein deutscher lutherischer Theologe und Kirchenlieddichter. 

## Leben
Als Sohn eines Försters wurde Karl Friedrich Harttmann am 4. Januar 1743 in Adelberg geboren. Einer seiner Vorfahren mütterlicherseits war der Reformator Matthäus Alber. Zuerst wurde Harttmann vom Geistlichen seiner Vaterstadt, Georg Seiz († 1763) ausgebildet. Dabei freundete er sich mit dessen Sohn an, dem späteren Theologen Johann Ferdinand Seiz. Seine weitere Ausbildung erhielt er von 1757 bis 1761 auf den Schulen der Klöster Blaubeuren und Bebenhausen. Danach bezog er das Stift Tübingen zum Studium, welches er 1765 abschloss. 1766 bis 1768 fungierte er als Vikar in Öschelbronn im Gäu. 1768 bis 1773 war er Repetent am Evangelischen Stift Tübingen. 1774 berief man ihn als Prediger und Professor an die Karlsschule auf der Solitude. Als diese im Folgejahr nach Stuttgart verlegt wurde, zog Harttmann auch dorthin. Einer seiner Schüler dort war Friedrich Schiller.
Harttmann war Theologe pietistischer Richtung – entgegen den Auffassungen Herzog Carl Eugens. Harttmann wurde deshalb 1777 entlassen und zum Pfarrer in Illingen ernannt. Vier Jahre später wurde er nach Kornwestheim als Nachfolger Philipp Matthäus Hahns versetzt, 1793 verließ er auch diese Stadt und wurde Dekan zu Blaubeuren. Zwei Jahre darauf ging er nach Neuffen und 1801 nach Lauffen am Neckar. Dort allerdings erlebte er die Aufklärung, welcher er kritisch gegenüberstand, weil er sie als unvereinbar mit seiner pietistischen Gesinnung empfand, sodass er schließlich um seine Entlassung bat. Im April 1812 legte er tatsächlich seine Ämter nieder und trat in den Ruhestand, den er in Esslingen verbrachte. Drei Jahre später, am 31. August, verstarb er in Tübingen, wo er seit Mai 1815 gelebt hatte, als 72-jähriger Mann. Seine Tochter Johanna Elisabeth war mit dem Theologen Ernst Gottlieb Bengel verheiratet. Auf deren Wunsch wurde Harttmann erst im Mai 1816 bestattet.
Harttmann wird in der Allgemeinen Deutschen Biographie als einer der tüchtigsten lutherischen Theologen aus Württemberg bezeichnet. Er verfasste Werke, die die Bibel erklärten, und veröffentlichte außerdem Predigten sowie Beichtreden, die teils erst nach seinem Tod gedruckt wurden, aber teils auch mehrere Auflagen erlebten und sich Beliebtheit erfreuten. In der 1837 veröffentlichten Liedersammlung von Albert Knapp, Evangelischer Liederschatz für Kirche und Haus. Eine Sammlung geistlicher Lieder aus allen christlichen Jahrhunderten, gesammelt und nach den Bedürfnissen unserer Zeit bearbeitet von M. Albert Knapp, Diakonus an der Hospitalkirche in Stuttgart, wurden neun geistliche Lieder Harttmanns aufgenommen, die von Knapp etwas angepasst wurden. Harttmann selbst hatte 19 Gelegenheitsgedichte verfasst.
Harttmann gilt außerdem als letzter Vertreter der Bengel-Oetingerschen Schule und konnte die Gedanken der Bibel allgemeinverständlich deuten. Durch sein praktisches Wirken beeinflusste er Gläubige und Gemeinden.

## Werke
- Endlich bricht der heiße Tiegel, und der Glaub empfängt sein Siegel als im Feur bewährtes Gold (EKG 305)
- Sterben so, daß das Gewissen keinen Fluch mehr in sich trägt
- Schriftmäßige Erläuterung des evangelischen Lehrbegriffs zur Wiederholung des empfangenen Konfirmandenunterrichts (1793; zweite Auflage 1848)
- Predigten über die Sonn-, Fest- und Feiertagsevangelien (1800, vierte Auflage 1877)
- Beichtreden (1862, vierte Auflage 1889)
- Licht und Recht. Evangelienpredigten (1878)
- Leichenpredigten (dritte Auflage 1889)